# Cypseloides niger
Cypseloides niger е вид птица от семейство Бързолетови (Apodidae).

## Разпространение
Видът е разпространен в Антигуа и Барбуда, Американските Вирджински острови, Барбадос, Британските Вирджински острови, Гренада, Гваделупа, Гватемала, Гвиана, Доминика, Доминиканската република, Канада, Кайманови острови, Коста Рика, Куба, Мартиника, Мексико, Монсерат, Никарагуа, Панама, Пуерто Рико, Сейнт Китс и Невис, Сейнт Лусия, Сейнт Винсент и Гренадини, САЩ, Хаити, Хондурас и Ямайка.